# Ацетилен
Ацетиле́н (етин) — органічна сполука, перший представник ряду алкінів. Безбарвний газ, без запаху, легший за повітря.

## Фізичні властивості
Ацетилен — при нормальних умовах — безбарвний газ, малорозчинний у воді, легший за повітря. При сильному охолодженні переходить відразу в білу кристалічну речовину, минаючи рідкий стан. При −83,6 °C випаровується (сублімує), не розплавляючись. При стисненні розкладається з вибухом, зберігають в балонах, заповнених активованим вугіллям, що просочене ацетоном, в якому ацетилен розчиняється під тиском у великих кількостях. Вибухонебезпечний.
C2Н2 виявлений на Урані і Нептуні.

## Будова
Хімічна формула C2Н2. Два магнітні ядра є еквівалентними з точки зору симетрії:
{\displaystyle \varepsilon (H_{1})=\varepsilon (H_{2})},
де {\displaystyle \varepsilon } — хімічний зсув. Спінова система C2Н2 — {\displaystyle A_{2}.}
Спінова система {\displaystyle {}^{13}C} ізотоп-заміщеного похідного {\displaystyle H_{1}-{}^{13}C\equiv {}^{13}C-H_{2}}: {\displaystyle AA'XX'.} Два протони й два ядра {\displaystyle {}^{13}C} є хімічно, але не магнітно еквівалентні. Оскільки константи спін-спінової взаємодії не є рівними:
{\displaystyle J(H_{1}-C_{1})\neq J(H_{1}-C_{2});\quad J(H_{2}-C_{1})\neq J(H_{2}-C_{2}).}

## Отримання
Раніше ацетилен одержували лише з карбіду кальцію при взаємодії його з водою, переважно в апаратах із саморегулюванням реакції, що діяли за принципом апарату Кіппа:
Великі кількості ацетилену добувають при термічному розкладі (піролізі) метану (природного газу):
{\displaystyle {\ce {2CH4 -> C2H2 + 3H2}}}
Процес проводять при температурі близько 1500 °C. Щоб запобігти розкладу одержаного ацетилену на вуглець і водень, метан швидко продувають через зону високої температури. При цьому разом з ацетиленом утворюється також водень.
Його також можна отримати дегідрогалогенуванням дибромоетану за допомогою гідроксиду калію:
{\displaystyle {\ce {Br-CH2-CH2-Br +2KOH ->[NR_4Cl]HC#CH +2KBr +2H2O}}}

## Хімічні властивості
У хімічному відношенні ацетилен активніший, ніж етилен. Висока хімічна активність ацетилену обумовлюється наявністю в його молекулі потрійного зв'язку. Для ацетилену, як і етилену, характерні реакції окиснення, приєднання і полімеризації.

### Реакції окиснення

#### Окиснення з утворенням карбонових кислот
Алкіни окиснюються з розщепленням потрійного зв'язку і утворенням карбонових кислот. У випадку ацетилену це буде мурашина кислота. Окисниками можуть бути перманганат, дихромат калію, оксид хрому(VI), озон.
{\displaystyle {\ce {HC#CH + 3O + H2O ->2HCOOH}}}

#### Реакція горіння
Ацетилен горить кіптявим полум'ям. Суміш ацетилену з повітрям чи з киснем вибухонебезпечна. Межі вибуховості його сумішей з повітрям складають 2,2–81; з киснем — 2,3–93 об'ємних %.
{\displaystyle \mathrm {2C_{2}H_{2}+5O_{2}\rightarrow 4CO_{2}+2H_{2}O} }

### Реакції приєднання

#### Взаємодія з галогенами та галогеноводнями
Ацетилен легко знебарвлює бромну воду, приєднуючи при цьому бром за місцем розриву спочатку одного, а потім і другого зв'язку з утворенням відповідно дибромоетену С2Н2Br2, а потім тетрабромоетану С2Н2Br4:
У присутності гідроксиду натрію може також вступати у реакції заміщення з бромом:
{\displaystyle {\ce {HC#CH +Br2 ->[NaOH,-HBr]HC#CBr +Br2 ->[NaOH, -HBr]BrC#CBr}}}
При взаємодії з хлороводнем у присутності каталізатора ацетилен утворює вінілхлорид СН2=CHCl:
Ця реакція має велике практичне значення, оскільки вінілхлорид широко використовується для одержання полімерних матеріалів.

#### Приєднання карбонільних сполук
При приєднанні карбонільних сполук утворюються спирти. В цій реакції, на відміну від інших реакцій приєднання, потрійний зв'язок залишається. З формальдегідом утворює пропінол, а далі — 2-бутин-1,4-діол:
{\displaystyle {\ce {HC#CH +H2CO ->HC#C-CH2-OH +H2CO ->HO-CH2-C#C-CH2-OH}}}
При взаємодії з іншими альдегідами утворює вторинні спирти, а з кетонами — третинні:
{\displaystyle {\ce {HC#CH +R-CHO ->HC#C-CH(R)-OH}}}
{\displaystyle {\ce {HC#CH +R2CO ->HC#C-CR2-OH}}}

#### Приєднання кислот
Ацетилен може приєднувати карбонові кислоти, утворюючи естери вінілового спирту. Каталізатором у цій реакції є солі ртуті(II) та міді(I):
{\displaystyle {\ce {HC#CH +H-O-CO-CH3 ->[Hg]CH2=CH-O-CO-CH3}}}
Вінілацетат, який утворюється при взаємодії ацетилену з оцтовою кислотою, використовується для отримання полівінілацетату (ПВА) — полімеру з широким застосуванням.
Вінілові естери, що утворюються при цій реакції, здатні ще приєднувати карбонові кислоти з утворенням діестерів — ацеталів:

#### Гідрування
У присутності порошку нікелю як каталізатора ацетилен легко вступає і в реакцію гідрування. При цьому, як і у випадку галогенування, реакція відбувається у дві стадії. Спочатку утворюється етилен, а потім етан:
{\displaystyle \mathrm {H-C\equiv C-H+H_{2}{\xrightarrow {Ni}}CH_{2}=CH_{2}} }
{\displaystyle \mathrm {CH_{2}=CH_{2}+H_{2}\longrightarrow CH_{3}-CH_{3}} }

#### Взаємодія зі спиртами
В присутності алкоголятів взаємодіє зі спиртами, утворюючи етери:
{\displaystyle {\ce {HC#CH +ROH ->[RONa]H2C=CH-O-R}}}
Механізм реакції такий: спочатку алкоголят розпадається на {\displaystyle {\ce {R-O-}}} та {\displaystyle {\ce {Na+}}}. Потім {\displaystyle {\ce {R-O-}}} приєднується до молекули ацетилену, утворюючи карбоаніон та іон металу, а від молекули спирту відщеплюється протон, який приєднується до карбоаніона. {\displaystyle {\ce {R-O-}}}, що залишився від спирту, взаємодіє з новою молекулою ацетилену, і реакція повторюється.
При взаємодії ацетилену зі спиртами та монооксидом вуглецю утворюються естери — акрилати:
{\displaystyle {\ce {HC#CH +ROH +CO->H2C=CH-CO-O-R}}}
Полімеризацією метилакрилату, який утворюється у цій реакції (якщо там метанол) отримають поліметилакрилат.

#### Гідратація
Ацетилен вступає також у реакцію гідратації з утворенням етаналю:
{\displaystyle {\ce {HC#CH +H2O ->CH3-CHO}}}
Каталізатором у цій реакції є розчин сульфату ртуті у 10 % сульфатній кислоті. Спочатку іон Hg2+ перетворюється на Hg+, а H2O — на H2O+. Ці іони приєднуються до потрійного зв'язку з утворенням {\displaystyle {\ce {Hg+ -CH=CH-O+H2}}}. Потім протон відщеплюється і знову приєднується у вигляді атома водню на місце іона ртуті, залишаючи каталізатор:
{\displaystyle {\ce {Hg+ -CH=CH-OH + H+ ->H-CH=CH-OH + Hg^2+}}}.
Далі, завдяки кето-енольній таутомерії, отриманий вініловий спирт перетворюється на етаналь:
{\displaystyle {\ce {H2C=CH-OH <=>> H3C-CH=O}}}.

#### Інші реакції приєднання
Також приєднує синильну кислоту з утворенням акрилонітрилу:
{\displaystyle {\ce {HC#CH +HCN ->H2C=CH-CN}}}

### Взаємодія з металами
Внаслідок високої електронегативності вуглецю в стані sp3-гібридизації атоми водню в ацетилені є рухливими, тобто ацетилен є слабкою кислотою. При пропусканні ацетилену у розчини солей перехідних металів випадає осад ацетиленидів металів, наприклад ацетиленід срібла.

### Полімеризація
У присутності CuCl в кислому середовищі може димеризуватися з утворенням вінілацетилену. При цьому утворюється побічний продукт — дивінілацетилен:
{\displaystyle {\ce {2HC#CH ->[H^+, CuCl]H2C=CH-C#CH}}}
{\displaystyle {\ce {H2C=CH-C#CH +HC#CH ->H2C=CH-C#C-CH=CH2}}}
При нагріванні до 450 °C у присутності активованого вугілля циклотримеризується з утворенням бензену:
При нагріванні до 100 °C циклотетрамеризується з утворенням октатетраєну (реакція проходить аналогічно тримеризації, але в ній беруть участь чотири молекули).
У присутності радикальних ініціаторів або металоорганічних каталізаторів полімеризується у полієн:
{\displaystyle {\ce {nHC#CH ->(-CH=CH-)n}}}

## Застосування
Головною галуззю застосування ацетилену є хімічна промисловість. Ацетилен служить вихідною сировиною для синтезу таких важливих хімічних продуктів, як пластмаси, бензол, ацетатна кислота і ін. У техніці значні кількості ацетилену використовуються при автогенному зварюванні і різанні металів.